# Hjalmar Bennich
Carl Henrik Hjalmar Bennich, född 21 november 1866 i Adolf Fredriks församling i Stockholm, död där 27 februari 1908 i Jakobs församling i Stockholm, var en svensk ämbetsman. Han var son till Axel Bennich och morfar till Niclas Silfverschiöld.
Bennich blev kansliråd och byråchef i Civildepartementet 1899, i Jordbruksdepartementet 1900 och expeditionschef där samma år. Han var överdirektör och chef för Patent- och registreringsverket 1906–1908.